# Famille von Dalwigk
La famille von Dalwigk (également Dalwig) est une famille appartenant à l'ancienne noblesse de Hesse-Waldeck, dont une lignée est élevée au rang de baron et qui est mentionnée pour la première fois dans un document avec Rabodo de Dalewic en 1167 et les frères Bernardus en 1227 et 1232 (mort en 1268) et Elgar de Dalewich (Dalwich) en 1232 (mort en 1253). Une partie de la famille est encore aujourd'hui membre de la chevalerie de l'ancienne Hesse (de).

## Histoire
Les nobles von Dalwigk sont originaires du village de Dalwigk, au sud-est de Korbach, mentionné pour la première fois en 1036, détruit depuis la guerre de Trente Ans et aujourd'hui déserté. Ils sont des ministériels de l'abbaye de Corvey et de ses châtelains au château de Lichtenfels (de) à Dalwigksthal. Ils sont par la suite vassaux des comtes de Waldeck. Au fil du temps, cependant, des membres de la famille sont également vassaux des landgraves de Hesse et des archevêques de Mayence.
Aujourd'hui, la famille se compose de deux branches, qui remontent toutes deux à Elgar von Dalewich : les barons de Dalwigk (Dalwig) zu Lichtenfels et les barons de Dalwigk zu Schauenburg.
Les Dalwigk zu Lichtenfels comprennent également les barons silésiens von Dalwig, dont les origines remontent au général prussien Georg Ludwig von Dalwig (de). Ils étaient en dehors de l'association féodale car Georg Ludwig est un fils illégitime du Generalleutnant Rabe Ludwig von Dalwigk (de), mais il obtient la reconnaissance prussienne pour l'utilisation du titre de baron à travers divers rescrits du bureau du héraut prussien. Les Dalwig de Silésie se sont éteints dans la lignée.
Une autre branche de la famille se rend à Unterbach, dont le territoire de l'époque appartient aujourd'hui à Düsseldorf et d'Erkrath. Elle y possède le manoir d'Unterbach (de) de 1708 à 1807.

## Armes

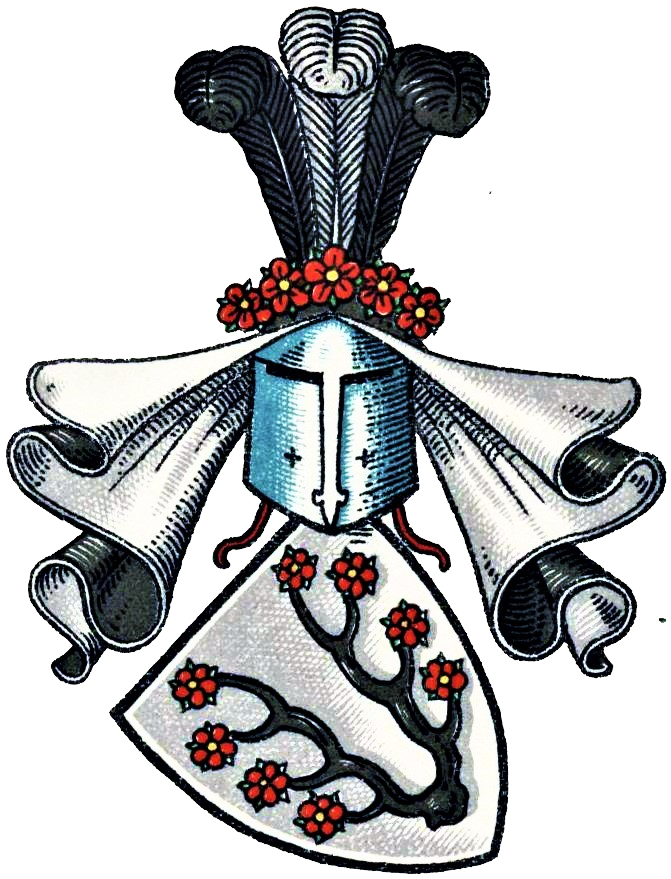
Armoiries de la famille von Dalwigk

Les armoiries de la famille montrent en argent un bois de cerf noir, dont les huit échelons sont ornés de roses rouges. Sur le heaume aux lambrequins noir-argent (également rouge-argent à droite, noir-argent à gauche), une couronne de cinq roses rouges d'où dépassent trois plumes d'autruche (noir, argent, rouge ou noir, argent, noir).[réf. nécessaire]

## Personnalités
- Dietrich Ier de Dalwigk, 1336-1359 abbé de Corvey
- Reinhard I von Dalwigk, 1360-1369 abbé de Corvey
- Bernhard V von Dalwigk, l'Ancien, 1361-1416, membre de la société Bengler (de), chevalier, partisan de Mayence, magistrat landgravien-hessois de Cassel et Gudensberg, conseiller hessois 1415-1416, titulaire féodal du ¼ de Burg et du bureau de Lichtenfels 1413
- Reinhard von Dalwigk (de) l'Ancien, dit l'Enfant à naître (né vers 1400), conseiller secret du landgrave de Hesse Louis Ier 1414-1426, bailli de Hesse à Rotenburg an der Fulda 1430-1431, à Wolfhagen 1434-1436 et 1458, à Schartenberg (de) 1437-1441, magistrat électoral de Mayence au Weidelsburg (de) 1431; connu comme un baron-bandit
- Johann von Dalwigk zu Lichtenfels (1444-1493), ancêtre de la branche de Lichtenfels, 1470 maréchal du comte Othon IV de Waldeck (de), reçoit eb 1473 avec son frère Reinhard, Burg et le bureau de Lichtenfels comme fief
- Johann von Dalwigk zu Dillich, 1539-1567 gouverneur landgravien-hessois et juge du tribunal de Marbourg
- Caspar Friedrich von Dalwigk (de) (1619-1675), intendant du landgrave de Hesse
- Johann Philipp von Dalwigk zu Lichtenfels (1629-1688), lieutenant-colonel électoral brandebourgeois contribue à la prise de Buda (aujourd'hui Budapest) lors du siège de Buda en 1686 en tant que commandant d'un régiment de dragons du corps commandé par le général Hans Adam von Schöning
- Johann Reinhart von Dalwigk zu Lichtenfels (de) (1667-1737), juriste
- Rabe Ludwig von Dalwigk (de) (1683–1754), lieutenant général hessois et gouverneur de la forteresse de Ziegenhain (de)
- Georg Ludwig von Dalwig (de) (1725–1796), général de cavalerie prussien
- Johann Friedrich von Dalwigk zu Lichtenfels (de) (1734–1810), maréchal de la principauté de Waldeck
- Georg von Dalwigk (de) (1738–1806), lieutenant général de l'armée hessoise-cassel, gouverneur de Hanau
- Johann Otto Ferdinand von Dalwigk, "le dernier chevalier bergeois"
- Karl Friedrich August von Dalwigk (de) (1761–1825), président de la Cour suprême d'appel de Nassau
- Georg Ludwig Friedrich von Dalwig (de) (1762–1832), général de division prussien
- Reinhard von Dalwigk zu Lichtenfels (de) (1770–1844), général hessois et gouverneur de Darmstadt
- Maria Carolina von Dalwigk, abbesse de l'abbaye d'Heerse (de) à partir de 1777
- Alexander Felix von Dalwigk zu Lichtenfels (de) (1776-1839), chambellan, maréchal de la cour et député du parlement de l'État
- Ludwig von Dalwig (de) (1800–1866), général de division prussien
- Reinhard Carl Friedrich von Dalwigk (de) (1802–1880), ministre-président du grand-duché de Hesse
- Reinhard Ludwig Karl Gustav von Dalwigk (de) (1818-1897), maréchal de la cour et directeur à Oldenbourg
- Elgar von Dalwigk (de) (1827-1873), administrateur de l'arrondissement d'Oppeln (de)
- Franz Hubertus von Dalwigk zu Lichtenfels (de) (1830–1896), propriétaire d'un manoir et député du Reichstag
- Alexander von Dalwigk zu Lichtenfels (de) (1860–1941), administrateur de l'arrondissement d'Hünfeld de 1889 à 1898 et de l'arrondissement de Naumbourg
- Reinhard von Dalwigk zu Lichtenfels (1855-1935), lieutenant général prussien
- Adolf von Dalwigk zu Lichtenfels (de) (1860-1924), administrateur de l'arrondissement de Wipperfürth (de) et de l'arrondissement de la Sieg (de) et président du district d'Aix-la-Chapelle
- Friedrich von Dalwigk zu Lichtenfels (1862-1922), général de division prussien
- Gottfried von Dalwigk zu Lichtenfels (1868–1936), vice-amiral
- Franz Maria von Dalwigk zu Lichtenfels (de) (1876-1947), général de cavalerie